# Airbus A321
L'Airbus A321 és un avió civil de passatgers d'Airbus, el consorci europeu de fabricació d'aeronaus. És una versió allargada de l'Airbus A320, amb canvis mínims. La superfície alar s'ha allargat lleugerament i el tren d'aterratge s'ha reforçat. És propulsat per motors CFM56 o V2500.
Les ales incorporen flaps de doble ranura i canvis menors del caire de sortida que porten la superfície alar de 124 m² a 128 m². Algunes companyies han elegit aquest avió en comptes del Boeing 757, ja que té la mateixa capacitat i comparteix característiques amb els altres avions de la família: els A318, A319 i A320. Això inclou un sistema avançat de control per senyals elèctrics, la qual cosa permet que els pilots d'un tipus d'avió puguin pilotar els altres amb només un parell d'hores d'entrenament per a l'adaptació.
L'abast de 185 a 234 passatgers en la configuració típica de dues classes és de 4.300 km per a la versió 100, mentre que en la 200, a causa de la seva major capacitat de combustible, aquesta xifra augmenta fins als 5.500 km.